# Vòng loại Giải vô địch bóng đá thế giới 2026 – Khu vực châu Phi (Bảng H)
Bảng H của vòng loại Giải vô địch bóng đá thế giới 2026 khu vực châu Phi là một trong chín bảng đấu của CAF cho vòng loại Giải vô địch bóng đá thế giới 2026. Bảng này bao gồm các đội tuyển Tunisia, Guinea Xích Đạo, Namibia, Malawi, Liberia và São Tomé và Príncipe.
Đội nhất bảng sẽ trực tiếp giành quyền tham dự Giải vô địch bóng đá thế giới 2026, và các đội nhì bảng sẽ có thể giành quyền thi đấu tại vòng play-off để xác định một đội tiến vào vòng play-off liên lục địa.

## Bảng xếp hạng
| VT | Đội                      | ST | T | H | B | BT | BB | HS  | Đ  | Giành quyền tham dự                |     | Tunisia | Namibia | Liberia | Guinea Xích Đạo | Malawi | São Tomé và Príncipe |
| -- | ------------------------ | -- | - | - | - | -- | -- | --- | -- | ---------------------------------- | --- | ------- | ------- | ------- | --------------- | ------ | -------------------- |
| 1  | Tunisia                  | 6  | 5 | 1 | 0 | 9  | 0  | +9  | 16 | Giải vô địch bóng đá thế giới 2026 |     | —       | T10     | T09     | 1–0             | 2–0    | 4–0                  |
| 2  | Namibia                  | 6  | 3 | 3 | 0 | 8  | 2  | +6  | 12 | Có thể giành quyền vào vòng 2      |     | 0–0     | —       | 1–1     | 1–1             | T09    | T09                  |
| 3  | Liberia                  | 6  | 3 | 1 | 2 | 7  | 4  | +3  | 10 |                                    |     | 0–1     | T10     | —       | 3–0             | 0–1    | 2–1                  |
| 4  | Guinea Xích Đạo          | 6  | 2 | 1 | 3 | 4  | 8  | −4  | 7  |                                    | T09 | 0–3     | T10     | —       | 1–0             | 2–0    |                      |
| 5  | Malawi                   | 6  | 2 | 0 | 4 | 4  | 6  | −2  | 6  |                                    | 0–1 | 0–1     | T09     | T10     | —               | 3–1    |                      |
| 6  | São Tomé và Príncipe (E) | 6  | 0 | 0 | 6 | 2  | 14 | −12 | 0  |                                    | T10 | 0–2     | 0–1     | T09     | T10             | —      |                      |

1. 1 2  Guinea Xích Đạo đã bị xử thua hai trận đấu vì đưa vào sân một cầu thủ không đủ điều kiện là Emilio Nsue.[3] Kết quả ban đầu là Guinea Xích Đạo 1–0 Namibia và Liberia 0–1 Guinea Xích Đạo.

## Các trận đấu
| Guinea Xích Đạo | 0–3 Bị xử thua | Namibia |
| --------------- | -------------- | ------- |
| - Nsue 67'      | Chi tiết       |         |

| Liberia | 0–1      | Malawi       |
| ------- | -------- | ------------ |
|         | Chi tiết | - Mphasi 78' |

| Tunisia                                           | 4–0      | São Tomé và Príncipe |
| ------------------------------------------------- | -------- | -------------------- |
| - Meriah 37' - Msakni 53' - Rafia 79' - Firas 88' | Chi tiết |                      |

| Liberia | 3–0 Bị xử thua | Guinea Xích Đạo |
| ------- | -------------- | --------------- |
|         | Chi tiết       | - Nsue 9'       |

| Malawi | 0–1      | Tunisia              |
| ------ | -------- | -------------------- |
|        | Chi tiết | - Msakni 87' (ph.đ.) |

| São Tomé và Príncipe | 0–2      | Namibia                          |
| -------------------- | -------- | -------------------------------- |
|                      | Chi tiết | - Tjiueza 9' - Mateus 75' (l.n.) |

| Namibia        | 1–1      | Liberia      |
| -------------- | -------- | ------------ |
| - Karuuombe 8' | Chi tiết | - Sackor 65' |

| Tunisia                    | 1–0      | Guinea Xích Đạo |
| -------------------------- | -------- | --------------- |
| - Ben Romdhane 82' (ph.đ.) | Chi tiết |                 |

| Malawi                                 | 3–1      | São Tomé và Príncipe |
| -------------------------------------- | -------- | -------------------- |
| - Kawonga 6' - Nkhoma 14' - Mphasi 78' | Chi tiết | - Silva 67'          |

| São Tomé và Príncipe | 0–1      | Liberia     |
| -------------------- | -------- | ----------- |
|                      | Chi tiết | - Sesay 90' |

| Namibia | 0–0      | Tunisia |
| ------- | -------- | ------- |
|         | Chi tiết |         |

| Guinea Xích Đạo | 1–0      | Malawi |
| --------------- | -------- | ------ |
| - Salvador 81'  | Chi tiết |        |

| Guinea Xích Đạo | v | São Tomé và Príncipe |
| --------------- | - | -------------------- |
|                 |   |                      |

| Malawi | v | Namibia |
| ------ | - | ------- |
|        |   |         |

| Liberia | v | Tunisia |
| ------- | - | ------- |
|         |   |         |

| Namibia | v | Guinea Xích Đạo |
| ------- | - | --------------- |
|         |   |                 |

| Tunisia | v | Malawi |
| ------- | - | ------ |
|         |   |        |

| Liberia | v | São Tomé và Príncipe |
| ------- | - | -------------------- |
|         |   |                      |

| Namibia | v | Malawi |
| ------- | - | ------ |
|         |   |        |

| São Tomé và Príncipe | v | Guinea Xích Đạo |
| -------------------- | - | --------------- |
|                      |   |                 |

| Tunisia | v | Liberia |
| ------- | - | ------- |
|         |   |         |

| Guinea Xích Đạo | v | Tunisia |
| --------------- | - | ------- |
|                 |   |         |

| Namibia | v | São Tomé và Príncipe |
| ------- | - | -------------------- |
|         |   |                      |

| Malawi | v | Liberia |
| ------ | - | ------- |
|        |   |         |

| São Tomé và Príncipe | v | Tunisia |
| -------------------- | - | ------- |
|                      |   |         |

| Malawi | v | Guinea Xích Đạo |
| ------ | - | --------------- |
|        |   |                 |

| Liberia | v | Namibia |
| ------- | - | ------- |
|         |   |         |

| Guinea Xích Đạo | v | Liberia |
| --------------- | - | ------- |
|                 |   |         |

| São Tomé và Príncipe | v | Malawi |
| -------------------- | - | ------ |
|                      |   |        |

| Tunisia | v | Namibia |
| ------- | - | ------- |
|         |   |         |

## Cầu thủ ghi bàn
Đang có 30 bàn thắng ghi được trong 18 trận đấu, trung bình 1.67 bàn thắng mỗi trận đấu (tính đến ngày 24 tháng 3 năm 2025).
3 bàn
- Emilio Nsue

2 bàn
- Iban Salvador
- Chifundo Mphasi
- Prins Tjiueza
- Youssef Msakni

1 bàn
- Saúl Coco
- Nicholas Andrews
- Jimmy Farkarlun
- Terry Sackor
- Sheikh Sesay
- Chawanangwa Kawonga
- Lanjesi Nkhoma
- Tjipe Karuuombe
- Peter Shalulile
- Dola
- Denilson Silva
- Elias Achouri
- Firas Ben Larbi
- Mohamed Ali Ben Romdhane
- Seifeddine Jaziri
- Hazem Mastouri
- Yassine Meriah
- Hamza Rafia

1 bàn phản lưới nhà
- Pedro Mateus (trong trận gặp Namibia)